# Khwaja Du Koh (huyện)
Khwaja Du Koh là một huyện thuộc tỉnh Jowzjan, Afghanistan. Dân số thời điểm năm 1999 là 26,221 người.